# Synapsis
Ne doit pas être confondu avec Synapsie, Synapse, Synapsida ou Synopsis.
La synapsis ou appariement est l'union des chromosomes homologues qui donnent des tétrades, des groupes de 4 chromatides. La synapsis se déroule grâce à la formation du complexe synaptonémal, composé d'une longue matrice protéique de chaque côté de laquelle les deux homologues sont alignés. Elle n'a lieu que pendant la méiose.
Durant la synapsis, les bras des chromatides homologues adjacentes subissent l'enjambement ou autrement un brassage intra-chromosomique qui se crée en un ou plusieurs points d'ancrages appelés chiasmata (chiasma au singulier). En général, plus les chromatides sont longues, plus les chiasmata sont nombreux.
Le phénomène de synapsis marque la fin du stade leptotène de la prophase 1 de la division réductionnelle de la méiose et l'initiation du 2e stade de la prophase 1 qui est le zygotène. La synapsis commence souvent par un rapprochement des extrémités homologues des deux chromosomes au niveau de l'enveloppe nucléaire, d'où l'alignement des chromosomes homologues l'un à côté de l'autre.
Remarque: contrairement à certains documents pouvant le mentionner, le pluriel de chiasma n'est pas "chiasmas", mais chiasmata.